# Света Ана в Словенских Горицах
Света Ана в Словенских Горицах (словен. Sveta Ana v Slovenskih goricah) је насеље и управно средиште општине Света Ана, која припада Подравској регији у Републици Словенији.
По попису становништва из 2011. године, насеље Света Ана в Словенских Горицах имало је 155 становника.